# Invista
Invista — компания, одна из самых крупных производителей полимерных волокон, смолы и промежуточного сырья для производства синтетических полимерных материалов. На данный момент входит в состав концерна Koch Industries.

## Торговые марки
Лайкра (Lycra) — синтетическое волокно, эластомерная нить, применяемая для шитья обтягивающей одежды. Товарный знак принадлежит фирме Invista.
Кордура (Cordura) — зарегистрированная торговая марка сертифицированного нейлона, толстая нейлоновая ткань с особой структурой нити, с водоотталкивающей пропиткой и с полиуретановым покрытием.
Другие торговые марки Antron, Comforel, Coolmax, Dacron, Polarguard, SolarMax, Stainmaster, Tactel, Thermolite.